# Anan Wong
Anan Wong (อานันท์ ว่อง; nascido em 1 de outubro de 1998), mais conhecido pelo apelido Yin (หยิ่น), é um ator, cantor e modelo tailandês de ascendência de honconguêesa. Ele é bem conhecido por sua estreia como ator e papel principal como Vee em En Of Love: Love Mechanics, que foi ao ar em 2020.

## Início da vida e educação
Anan nasceu em 1º de outubro de 1998. Sua família é composta por seu pai, que é natural de Hong Kong, sua mãe tailandesa, um irmão mais velho e uma avó que mora com eles. Ele concluiu o ensino médio na Sarasas Witaed Bangbon School. Em 2021, Anan concluiu seu bacharelado em Engenharia de computação na Universidade Srinakharinwirot (SWU), graduando-se com honras de primeira classe.

## Carreira
Antes da carreira de ator, Anan se juntou ao Open House Project da Universidade Srinakharinwirot, fornecendo aos futuros alunos informações úteis sobre a universidade e suas áreas de estudo. Durante esses eventos escolares, as pessoas tiravam fotos dele e as compartilhavam em várias plataformas de mídia social. Depois de ver suas fotos, ele foi contatado pelo gerente da agência, Rookie Thailand, para fazer análises de produtos e modelagem.
Anan fez uma aparição no Jen Jud God Jig da GMMTV, onde foi entrevistado pelas apresentadoras do programa, Jennie Panhan e Godji Tatchakorn.
Anan fez sua estreia como ator com um papel principal na minissérie tailandesa BL (boys' love) En of Love. En of Love foi um projeto do Studio Wabi Sabi que consiste em três histórias adaptadas de três romances diferentes sobre três casais. Em março de 2019, foi anunciado que ele interpretaria o papel de Vee, um estudante de engenharia do 3º ano e o protagonista principal na 2ª história de En of Love, intitulada Love Mechanics.
Mesmo com 3,5 episódios curtos, essa história e casal em particular em En of Love receberam o maior amor dos fãs na Tailândia, bem como internacionalmente, ganhando milhões de visualizações na Line TV e no YouTube. O último episódio de Love Mechanics rendeu mais de 1 milhão de tweets, sendo tendência em muitos países diferentes e número um no mundo todo.
O sucesso da série junto com a química transbordante dos dois atores principais lançou o casal shippado chamado YinWar, que é o nome combinado de Anan (Yin) com a co-estrela Wanarat Ratsameerat (War). Apesar de sua série ter apenas alguns episódios, essa dupla conseguiu se tornar uma das mais comentadas em 2020, ganhando muitos endossos, aparições em eventos e shows, e indicações em várias categorias de prêmios.
Devido à popularidade de YinWar e En Of Love: Love Mechanics, em outubro de 2020, uma série completa chamada Love Mechanics The Series foi anunciada para ir ao ar em 2021 pelo Studio Wabi Sabi, que consistiria em 16 episódios no total. No início de 2021, a Rookie Thailand anunciou que Love Mechanics não seria mais produzida pelo Studio Wabi Sabi. Em setembro de 2021, a WeTV revelou que Love Mechanics faria parte de sua programação de 2022. Esta série foi uma colaboração entre a Rookie Thailand e a WeTV, e foi dirigida por Lit Samajarn.
Junto com o anúncio da série completa, o novo show de Anan com seu parceiro na tela Wanarat chamado WxY também foi anunciado. Estreou em dezembro de 2020 no canal da Rookie Thailand no YouTube.
Anan fez sua estreia oficial como cantor quando ele e Wanarat participaram de uma música chamada Ta Taek, das rappers tailandeses Milli e Wonderframe. A música foi lançada em dezembro de 2020 em diferentes plataformas musicais e um videoclipe oficial estrelado por todos os quatro artistas também foi lançado no mesmo dia no YouTube.
Em 10 de março de 2021, Anan lançou sua primeira música oficial On Mai Keng, que é um dueto com Wanarat. Em 18 de março de 2021, uma semana após a data de lançamento da música, um videoclipe oficial com os dois foi carregado no YouTube.
A Rookie Thailand divulgou um comunicado: Yin Anan, War Wanarat e Prom Ratchapat decidiram ser atores freelancers e seus contratos expiraram em 31 de janeiro de 2022.

## Vida pessoal
Em julho de 2020, Anan, junto com seus colegas de gravadora e amigos próximos Wanarat Ratsameerat e Ratchapat Worrasarn, lançaram sua primeira marca de roupas com o nome "Sobyohey".

## Filmografia

### Televisão
| Ano  | Título                          | Personagem | Notas                  | Canal             |
| ---- | ------------------------------- | ---------- | ---------------------- | ----------------- |
| 2019 | Jen Jud God Jig                 | Ele mesmo  | Convidado (Ep.12)      | GMMTV             |
| 2020 | En of Love: Tossara             | Vee        | Papel recorrente       | LINE TV / YouTube |
| 2020 | En of Love: Love Mechanics      | Vee        | Papel principal        | LINE TV / YouTube |
| 2020 | EN of Love: This is Love Story  | Vee        | Papel recorrente       | LINE TV / YouTube |
| 2020 | WxY                             | Ele mesmo  | Apresentador principal | YouTube           |
| 2021 | The Best Story                  | Dew        | Papel principal        | LINE TV / YouTube |
| 2021 | Laneige Weekend with YinWar     | Ele mesmo  | Apresentador principal | YouTube           |
| 2021 | Yin Yang                        | Ele mesmo  | Apresentador principal | YouTube           |
| 2022 | Love Mechanics The Series       | Vee        | Papel principal        | WeTV              |
| 2024 | Jack & Joker: U Steal My Heart! | Jack       | Papel principal        | Channel 3         |

### Cinema
| Ano  | Título      | Personagem | Notas                     | Diretor              |
| ---- | ----------- | ---------- | ------------------------- | -------------------- |
| 2021 | Pha Phi Bok | Jao Luang  | Filme de comédia e terror | Chookiat Sakveerakul |

### Aparições em videoclipes
| Ano  | Título da Música                    | Artista(s)                                                  | Personagem | Notas                                             |
| ---- | ----------------------------------- | ----------------------------------------------------------- | ---------- | ------------------------------------------------- |
| 2020 | "เศษผม" (Set Pom)                   | Anan Wong (Yin) Wanarat Ratsameerat (War) Jay Phitiwat      | Vee        | Videoclipe oficial En of Love: Love Mechanics OST |
| 2020 | "รู้" (Roo)                           | Anan Wong (Yin)                                             | Ele mesmo  | Videoclipe dirigido por Wanarat Ratsameerat (War) |
| 2020 | "ตาแตก" (Ta Taek)                   | Anan Wong (Yin) Wanarat Ratsameerat (War) Milli Wonderframe | Groom      | Videoclipe oficial Colaboração FreeFire           |
| 2021 | "ไม่ใช่ไม่รู้สึก" (Mai Chai Mai Roo Seuk) | Anan Wong (Yin) Wanarat Ratsameerat (War) Tom Isara         | Jay        | Videoclipe oficial                                |
| 2021 | "อ้อนไม่เก่ง" (On Mai Keng)            | Anan Wong (Yin) Wanarat Ratsameerat (War)                   | Ele mesmo  | Videoclipe oficial                                |
| 2021 | "แล้วหลาว(ไอ้โบ้)" (Fool)              | Anan Wong (Yin) Wanarat Ratsameerat (War) Wonderframe       | Amigo      | Videoclipe oficial Colaboração FreeFire           |
| 2021 | "รักปัดขวา" (Rak Pat Kwa)             | Anan Wong (Yin) Wanarat Ratsameerat (War)                   | Ele mesmo  | Videoclipe oficial JOOXSwipeRightxYinWar          |

## Discografia
| Ano  | Título da Música                                                       | Rótulo       |
| ---- | ---------------------------------------------------------------------- | ------------ |
| 2020 | "รู้" (Roo) (junto com Phongsakorn Lamprasert)                           | —            |
| 2020 | "ตาแตก" (Ta Taek) (junto com Wanarat Ratsameerat, Milli e Wonderframe) | YUPP!        |
| 2021 | "อ้อนไม่เก่ง" (On Mai Keng) (junto com Wanarat Ratsameerat)               | Rookie Music |
| 2021 | "แล้วหลาว(ไอ้โบ้)" (Fool) (junto com Wanarat Ratsameerat e Wonderframe)   | Wonderframe  |
| 2021 | "รักปัดขวา" (Rak Pat Kwa) (junto com Wanarat Ratsameerat)                | JOOX         |

## Concertos
| Data                 | Evento                                  | Lugar                          |
| -------------------- | --------------------------------------- | ------------------------------ |
| 15 de agosto de 2020 | EN of Love Live Fan Meeting ‘Eternally’ | KBank Siam Pic-Ganesha Theater |

## Prêmios e indicações
| Ano  | Associações             | Categoria                   | Nomeações                  | Resultado                                |
| ---- | ----------------------- | --------------------------- | -------------------------- | ---------------------------------------- |
| 2020 | Hello Asian Awards 2020 | Mais Populares no Twitter   | —                          | Venceu                                   |
| 2021 | Yniverese Awards 2020   | Sol do Yniverso             | En of Love: Love Mechanics | Venceu                                   |
| 2021 | Yniverese Awards 2020   | Gêmeos do Yniverso          | En of Love: Love Mechanics | Venceram (junto com Wanarat Ratsameerat) |
| 2021 | T-POP Stage             | Novato da Semana (Semana 7) | อ้อนไม่เก่ง (On Mai Keng)     | Venceram (junto com Wanarat Ratsameerat) |
| 2021 | T-POP Stage             | Novato da Semana (Semana 8) | อ้อนไม่เก่ง (On Mai Keng)     | Venceram (junto com Wanarat Ratsameerat) |
| 2021 | KAZZ Awards 2021        | Jovem Homem Atraente do Ano | —                          | Venceu                                   |